# Çağa
Çağa est un village de Turquie situé dans le district de Güdül, dans la région de l'Anatolie centrale.

## Géographie
Çağa est situé à une dizaine de kilomètres au sud-sud-ouest de Güdül, et à une cinquantaine de kilomètres au nord-ouest d'Ankara.